# Antoine-Vincent Arnault
Antoine-Vincent Arnault, född 1 januari 1766 och död 16 september 1834, var en fransk författare och skald.
Arnault var medlem av Franska akademien 1799–1816 och 1829–1834. 1833 var han även dess sekreterare. Arnault skrev tragedier i den klassiska stilen. Några av hans arbeten är Mauris à Minturnes (1794), Lucrèce (1792), Oscar (1796, svensk översättning Oscar, Ossians son 1801) och Lev Vènitiens (1798).
Tidshistoriskt värde har hans Vie politique et miitaire de Napoléon (1822) och Souverners d'un sexagénaire (1833).